# Hein Kocken
Hein Kocken (Utrecht, 1945) is een Nederlands beeldend kunstenaar, met de disciplines vrij en monumentaal beeldhouwen, vrij schilderen en in opdracht. Zowel figuratief als abstract werk is van hem bekend.

## Biografie
Kocken heeft zijn jeugd doorgebracht in Utrecht, waar hij bij zijn grootvader, de glazenier Henricus Kocken, voor het eerst met kunst in aanraking kwam. Op achttienjarige leeftijd volgde hij op de Rijksnormaalschool voor Teekenonderwijzers in Amsterdam de opleiding tot tekenleraar. Vervolgens studeerde hij als leerling van prof. V.P.S. Esser beeldhouwen aan de Rijksacademie van Beeldende Kunsten te Amsterdam.
 Na twee jaren klassieke opleiding verliet hij de academie. Sterk geïnspireerd door Henry Moore begon zijn loopbaan als monumentaal beeldhouwer met de eerste sculpturen in gips geboetseerd. Als arm Nederlands beeldhouwer zocht hij naar materialen, die goedkoop en toch enigszins duurzaam zijn. Zo werden zijn eerste beelden gemaakt uit carrosseriedelen, in de juiste vorm geslagen, gelast, gesmeed en geslepen.
In 1969 vertrok hij naar Oude Leije in Friesland, waar nu menig grote sculptuur in brons is uitgevoerd. De vrij-dragende carrosserie-techniek van plaatijzer werd al snel vervangen door deze techniek in de brons-legering messing te verwerken, met een uitstraling die niet onderdeed voor gegoten brons. Zo kon er voor weinig geld grote sculpturen gerealiseerd worden, die volledig in eigen atelier vervaardigd werden.
Rond de jaren tachtig, toen de democratisering ook in het opdrachtenbeleid stipt werd toegepast en alleen per openbare inschrijving de opdrachten van de overheid nog verstrekt werden, kwam Kockens carrière als beeldhouwer ten einde. Een periode met veel andere activiteiten zoals scheepsrestauraties en interieur/design incl. verbouwingen volgden. Het woord 'kunst' werd een vloek.
Tot in 1999 er van vele kanten zo aan Kocken getrokken werd, om toch weer iets in de kunst te gaan doen. Hij maakte toen een paar kleine sculpturen, waarmee hij boven verwachting succes had.
In 2001 is hij, na veertig jaren, ook weer gaan schilderen.
Naast non-figuratief werk maakt Kocken nu ook veel figuratief werk; zowel in het schilderen als het beeldhouwen zijn beide richtingen vertegenwoordigd. In zijn serie 'Masquerade' heeft hij een aantal figuren geportretteerd in een zeer groot formaat op Japans rijstpapier, waarbij direct de vraag opgeroepen wordt: 'gaat het hier om de persoon?' of 'verschuilt deze zich achter zijn/haar masker?'